# Tommy Gale
Thomas Gayle (12 tháng 10 năm 1907–1976) là một cầu thủ bóng đá người Anh thi đấu cho Barnsley và Stockport County.